# Linia kolejowa nr 79
Linia kolejowa nr 79 – niezelektryfikowana, jednotorowa linia kolejowa łącząca stację Padew ze stacją Wola Baranowska. Linia używana jest do transportu wagonów towarowych do stacji przeładunkowej stycznej do szerokotorowej linii kolejowej nr 65. 

## Remont w latach 2022-2023
21 września 2021 roku spółka PKP Polskie Linie Kolejowe S.A. ogłosiła przetarg na opracowanie dokumentacji projektowej i przeprowadzenie prac remontowych na tej linii kolejowej, który 15 grudnia 2021 roku wygrało Przedsiębiorstwo Napraw i Utrzymania Infrastruktury Kolejowej w Krakowie Sp. z o.o., z którym 21 grudnia 2021 roku spółka PKP PLK SA podpisała umowę. Prace projektowe i budowlane zostały przeprowadzone w latach 2022-2023, a inwestycja została sfinansowana w całości z budżetu państwa. Prace remontowe mają na celu przywrócenie maksymalnej towarowej prędkości na tej trasie – 60 km/h i obejmowały wymianę torów kolejowych, podtorza i obiektów inżynieryjnych. Zakończenie prac remontowych nastąpiło w maju 2023 roku.